# Lijst van hoogste gebouwen van Nijmegen
Dit is een lijst van hoogste gebouwen van Nijmegen (2023).
| Nr. | Naam                                          | Hoogte | Voltooid                  | Verdiepingen                         | Afbeelding                       |
| --- | --------------------------------------------- | ------ | ------------------------- | ------------------------------------ | -------------------------------- |
| 1   | Erasmusgebouw - Radboud Universiteit Nijmegen | 88,0 m | 1973                      | 21 (met technische ruimte 24 etages) | Erasmusgebouw                    |
| 2   | FiftyTwoDegrees                               | 86,0 m | 2007                      | 18                                   | FiftyTwoDegrees                  |
| 3   | Nimbus                                        | 78,6 m | 2016                      | 24                                   | Nimbus                           |
| 4   | Thuishaven 100                                | 72m    | 2023                      | 23                                   | Thuishavens 100                  |
| 5   | Grote of Sint-Stevenskerk                     | 71,0 m | spits 1605, hersteld 1953 | n.v.t.                               | Sint-Stevenskerk                 |
| 6   | Groenestraatkerk                              | 56,0 m | 1910                      | n.v.t.                               | Groenestraatkerk                 |
| 7   | De Lunet                                      | 54 m   | 2016                      | 18                                   | De Lunet                         |
| 8   | Sociale Verzekeringsbank (SVB)                | 53,0 m | 1999                      | 13                                   | Sociale Verzekeringsbank         |
| 9   | Karel de Grotetoren                           | 52,0 m | 2007                      | 16                                   | Karel de Grotetoren              |
| 9   | De Aak (Zwanenstraat)                         | 52,0 m | 2011                      | 16                                   | Woontoren De Aak                 |
| 9   | Parktoren de Jonker                           | 52,0 m | 2011                      | 16                                   | Parktoren de Jonker              |
| 9   | Van der Valk Hotel Nijmegen-Lent              | 52,0 m | 2016                      | 16                                   | Van der Valk Hotel Nijmegen-Lent |
| 13  | De Paladijn                                   | 48,0 m | 2012                      | 15                                   | De Paladijn                      |
| 14  | Novio Merkus - Muldersweg                     | 47,5 m | 1997                      | 16                                   | Novio Merkus                     |
| 15  | Nassau Staete - Burg. Hustinxstraat           | 46,0 m | 1980                      | 14                                   | Nassau Staete                    |
| 15  | Doornroosje / Talia                           | 46 m   | 2014                      | 13                                   | Talia-Doornroosje                |
| 17  | Castella                                      | 45 m   | 2013                      | 14                                   | Castellatoren                    |
| 18  | SSHN Galgenveld                               | 44,5 m | 1969                      | 14                                   | SSHN Galgenveld                  |
| 19  | Panoramatoren - Waalbandijk                   | 44,0 m | 2005                      | 15                                   | Panoramatoren Waalbandijk        |
| 20  | Kronenburgersingel 5-203                      | 43,5 m | 1976                      | 15                                   | Kronenburgersingel               |
| 21  | De Gouverneur                                 | 43 m   | 2009                      | 13                                   | Gouverneur                       |
| 21  | Trajanustoren                                 | 43,0 m | 2007                      | 13                                   | Trajanustoren                    |
| 22  | Sterflat Heidebloemstraat                     | 42     | 1958                      | 12                                   | De woontoren                     |